# Josef Flossmann
Josef Flossmann (født 19. marts 1862 i München, død 20. oktober 1914 sammesteds) var en tysk billedhugger. 
Flossmann virkede i sin fødeby og blev professor ved Kunstgewerbeschule i München. Han fik stor betydning for tysk offentlig dekorativ plastik, fortrinsvis i München. Han udførte Paulanerbrønden i Au, brønden på Rennerplatz, udsmykning af et anseligt antal offentlige Münchener-bygninger (gavle, friser og portaler); andre værker: en brønd i Ulm, udsmykningen af Wertheim-Bau i Berlin, reliefferne på Bismarcks-Denkmal ved Starnberger See. Hans sidste større værk var et Bismarck-ryttermonument i Nürnberg (i tilslutning til lombardisk stil fra 15. århundrede). Desuden udførte han mange portrætbuster (Beethoven), gravmælet over forældrene (i marmor), idealstatuer, marmorgruppen En moder og megen småplastik.